# 希臘觀光

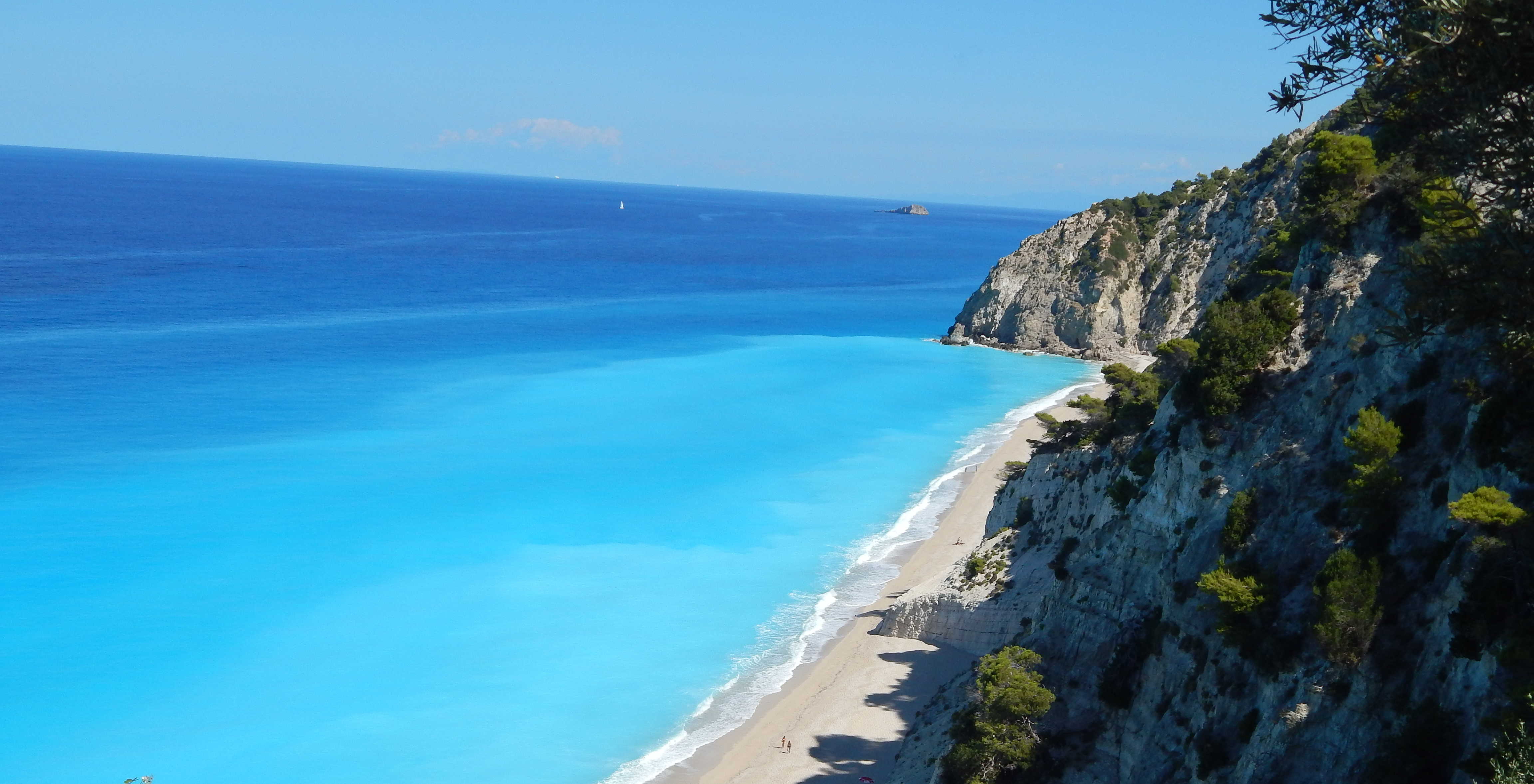
位於希臘西部伊奧尼亞群島的Egremnoi海灘，以其湛藍如水晶般清徹的海水而受到觀光客喜愛

希臘觀光 是該國經濟活動的關鍵要素。自從1970年代以來，希臘就一直是歐洲的主要旅遊地點。它所擁有的18個被聯合國教科文組織指定的世界遺產，反映了希臘豐富的文化和歷史。希臘也以其漫長的海岸線、眾多的島嶼和海灘而受到遊客喜愛。
希臘在2015年吸引了2400萬名遊客，而到了2018年則成長為3300萬名，使希臘成為歐洲和世界上遊客量最大的國家之一，其觀光收益約佔該國國內生產總值的25%。首都雅典，以及聖托里尼、米科諾斯島、羅得島、科孚島、克里特島和哈爾基季基半島是希臘的一些主要旅遊地點。
希臘還將宗教旅遊和朝聖活動帶到具有重要歷史宗教意義的地區，例如邁泰奧拉和東正教聖山阿索斯山的修道院。

## 歷史
希臘的旅遊業起源於古代。在羅馬崛起為地中海強權之前，希臘的殖民城邦與年輕的羅馬共和國之間就開始了文化交流。幾個世紀以後，希臘被羅馬帝國併吞，這兩個文明之間的文化交流促使大批的羅馬人拜訪了希臘著名的哲學和科學中心，如雅典、科林斯和底比斯；部分原因是希臘成為羅馬帝國的一個行省後，希臘人被授予羅馬國籍。
現代希臘的旅遊業在1960年代和1970年代開始蓬勃發展，被稱為大眾旅遊。在此期間，大規模建設了飯店和相關的旅遊設施，使希臘吸引了越來越多的國際遊客。在雅典舉行的2004年夏季奧運會和2006年歐洲歌唱大賽等國際賽事，更極大地促進了希臘的觀光旅遊業。而由國家資助的大型文化基礎設施（例如衛城博物館）也促進了旅遊業的發展。

## 觀光客

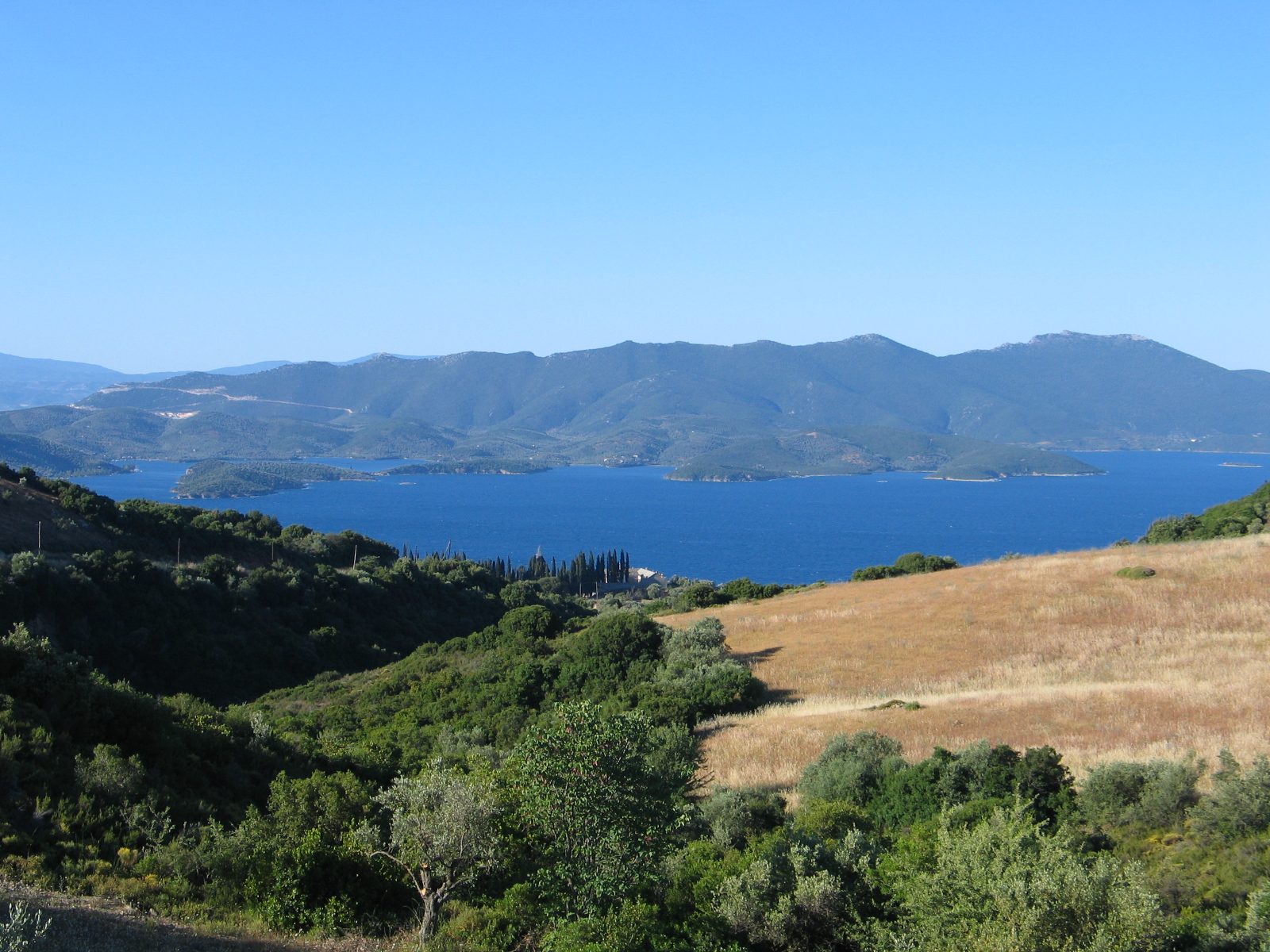
皮利翁山的森林與湖泊

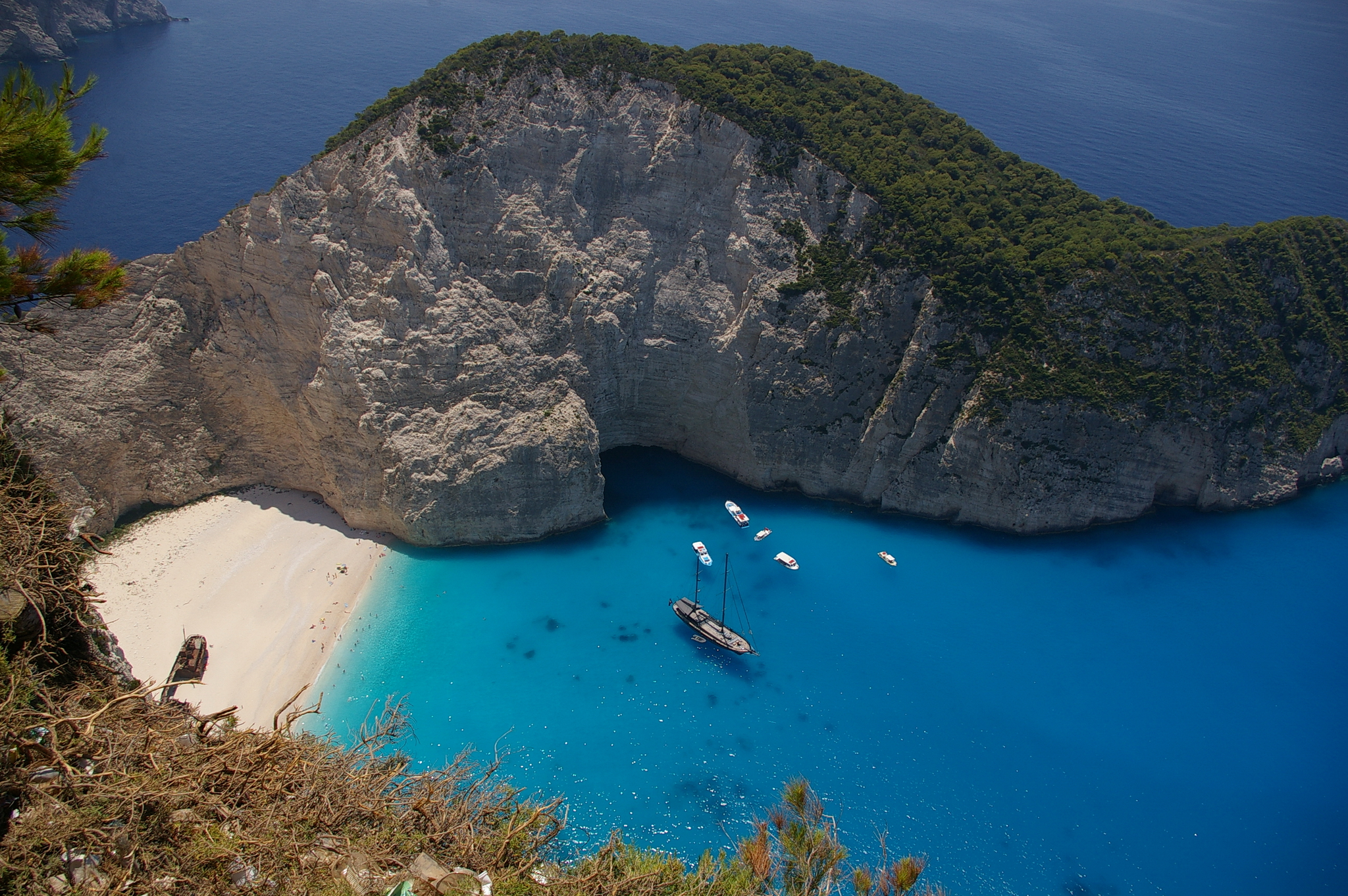
扎金索斯島上有名的沉船灣

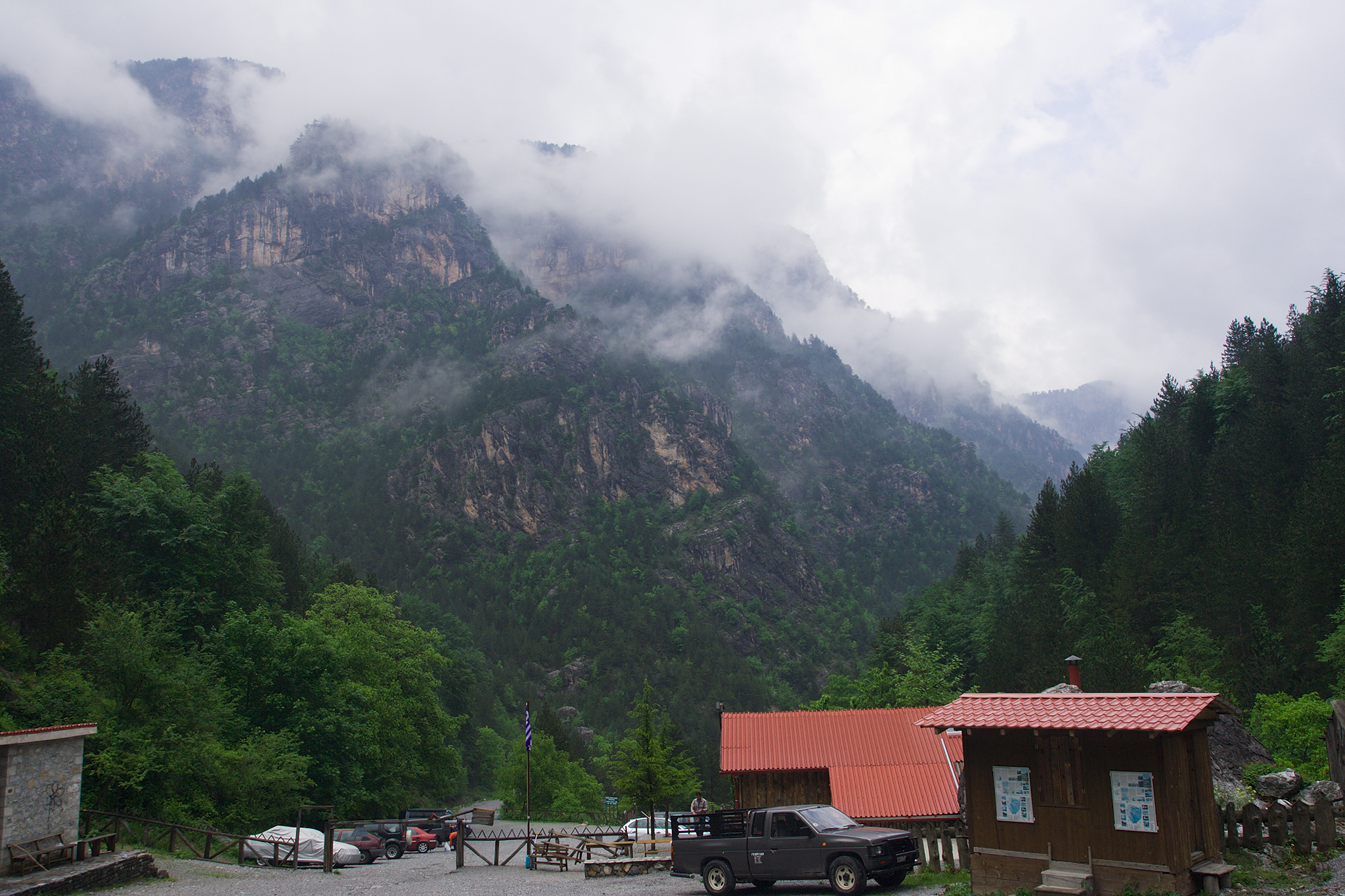
奧林帕斯山上的度假木屋

2009年，希臘接待了1930萬名遊客，比2008年的1770萬名大幅增加。絕大多數的遊客來自歐盟內部（1270萬），其次是美洲（56萬），亞洲（52萬），大洋洲（10萬）和非洲（6萬）。2007年，訪問希臘的英國人總計有261萬人，數量超過了其他任何國家，佔該國遊客的15％。此外，當年有230萬德國人，180萬阿爾巴尼亞人和110萬保加利亞人訪問了希臘。2007年希臘遊客總數的92.8％來自歐洲國家。
最熱門的旅遊地區是希臘北部的中馬其頓地區，包含該國一些頗受歡迎的景點，例如哈爾基季基半島、奧林帕斯山、佩拉（亞歷山大大帝的出生地）和希臘第二大城市塞薩洛尼基。2009年，中馬其頓接待了360萬名遊客，佔當年訪問希臘的遊客總數的18％。其次是首都雅典所在的阿提卡地區（260萬）和伯羅奔尼撒（180萬） 。以地區來看，希臘北部是該國遊客最多的地區，有650萬遊客，而中希腊排名第二，為630萬。
據統計，2013年全年希臘接待了超過1793萬名遊客，比2012年增長了10％。2014年，希臘接待了2200萬名遊客，而這一數字在2015年將增加到2600萬名，並估計2016年將再增加至2800萬名遊客。使其成為歐洲和世界上訪問量最大的國家之一。希臘的旅遊業通常會在5月至9月達到頂峰，約佔所有遊客訪問量的75％。
根據2015年在中國進行的一項調查，希臘被選為中國人首選的旅遊目的地。2016年11月，奧地利公布希臘是其公民最喜歡的旅遊地區。根據這些觀察，希臘前旅遊部長阿里斯·斯皮利奧托普洛斯宣布，希臘國家旅遊組織（Greek National Tourism Organization）將在2010年底在上海開設辦事處，其後並在北京開設了另一個辦事處。

### 旅客來源
2015年，希臘最大的入境旅客來源是北方的鄰國北馬其頓。到訪旅客數量的前十個國家是：
| Rank | Country  | Number    |
| ---- | -------- | --------- |
| 1    | 北馬其頓 | 3,023,059 |
| 2    | 德国     | 2,810,350 |
| 3    | 英国     | 2,397,169 |
| 4    | 保加利亚 | 1,900,642 |
| 5    | 法國     | 1,522,100 |
| 6    | 義大利   | 1,355,327 |
| 7    | 土耳其   | 1,153,046 |
| 8    | 波蘭     | 754,402   |
| 9    | 美国     | 750,250   |
| 10   | 塞爾維亞 | 727,831   |